# IPhone (eerste generatie)
De iPhone, dikwijls ook iPhone 2G genoemd is een smartphone ontworpen en op de markt gebracht door Apple Inc. De smartphone draait op het mobiele besturingssysteem iPhone OS. De laatst ondersteunde versie is iPhone OS 3.1.3. Na de introductie van nieuwere versies werd naar dit toestel verwezen als een model van de eerste generatie.
De eerste generatie iPhone is aangekondigd op 9 januari 2007 tijdens de MacWorld Conference & Expo.

## Geschiedenis

### Introductie in de Verenigde Staten
Op 29 juni 2007 was de eerste generatie iPhone beschikbaar voor verkoop in de Verenigde Staten. Er werden bij de lancering twee versies van de eerste generatie iPhone verkocht, een met 4 gigabyte opslaggeheugen en een met 8 gigabyte opslaggeheugen. De versie met 4 gigabyte opslaggeheugen kostte $ 499 en de versie met 8 gigabyte opslaggeheugen kostte $ 599. Verder moest een tweejarig telefoonabonnement van AT&T worden afgesloten. De abonnementen begonnen bij $ 59,99.

### Na de introductie in de Verenigde Staten
Op 5 september 2007, twee maanden na de introductie in de Verenigde Staten, kondigde Apple aan de versie met 8 gigabyte opslaggeheugen voortaan voor $ 399 te verkopen. De versie met 4 gigabyte opslaggeheugen werd per direct uit de winkels gehaald. Dit kon rekenen op groot protest bij early adopters. Daarop schreef de CEO van Apple, Steve Jobs, een open brief waarin hij uitlegde dat de prijsverlaging noodzakelijk was vanwege het kerstseizoen dat in de Verenigde Staten voor de deur stond. Steve Jobs bood vroege kopers ter compensatie een tegoedbon van $ 100 aan.

### Wereldwijde introductie
Op 9 november 2007 werd de eerste generatie iPhone (2G) in Europa geïntroduceerd. In eerste instantie was de eerste generatie iPhone alleen in Duitsland (via T-Mobile) en het Verenigd Koninkrijk (via O2) verkrijgbaar. De introductie van de iPhone in Frankrijk (via Orange) vond plaats op 28 november 2007. Verder was de eerste generatie iPhone ook in Oostenrijk en Ierland verkrijgbaar via de officiële kanalen. De eerste generatie iPhone werd niet in de Benelux verkocht.
Op 5 februari 2008 werd de versie met 16 gigabyte opslaggeheugen gelanceerd.

## Functies
De eerste generatie iPhone heeft een multifunctioneel touchscreen, met een resolutie van 480 × 320 pixels (163 ppi).
De Safaribrowser van de iPhone ondersteunt Adobe Flash niet.
De eerste generatie iPhone werd geleverd met een YouTube-speler. Dit werd bij alle opvolgende iPhones ingebouwd totdat iOS 5 werd geïntroduceerd.
Daarnaast heeft de eerste generatie iPhone een 2 megapixelcamera aan de achterkant.

## Specificaties

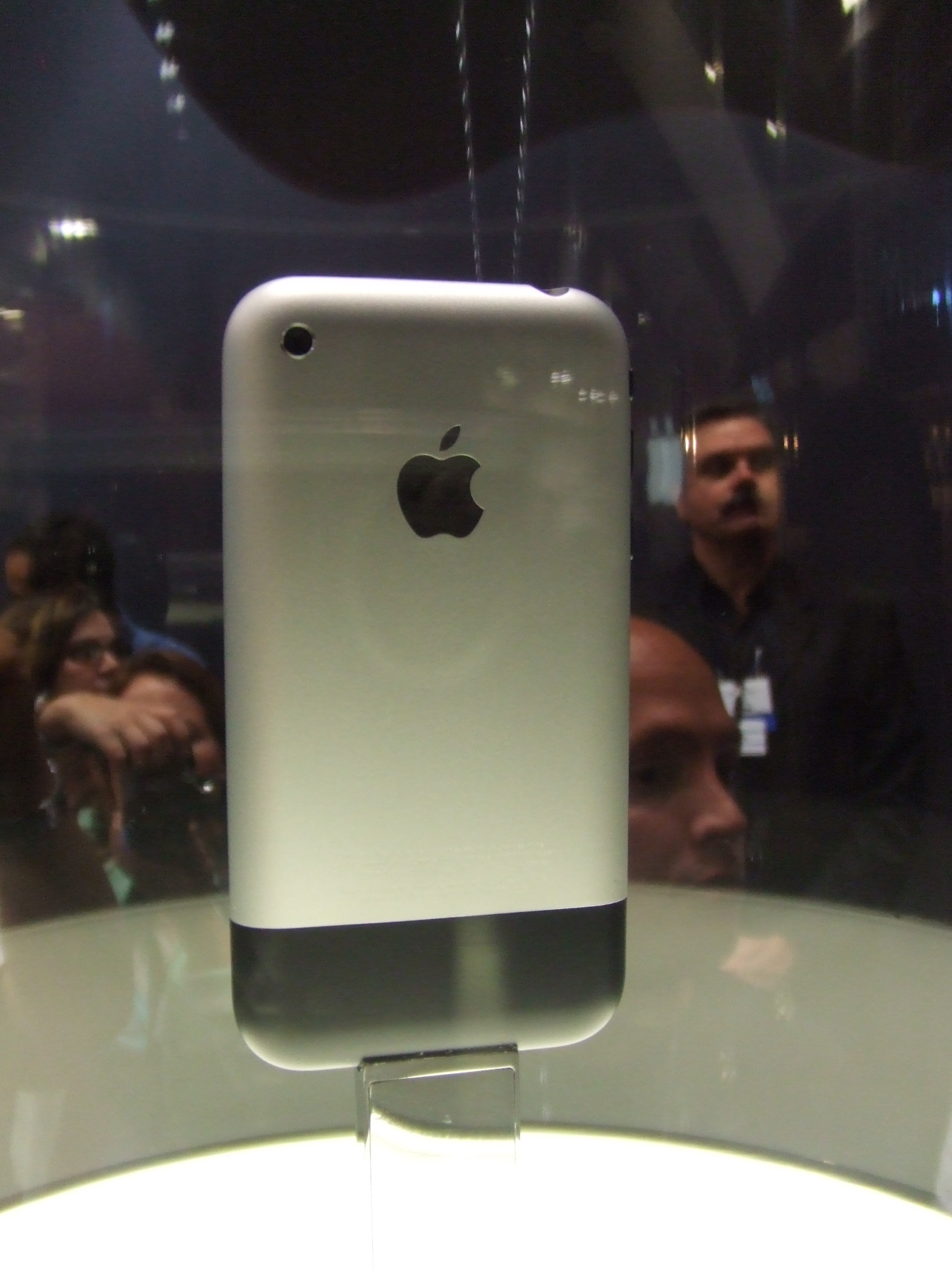
De achterkant van de eerste generatie iPhone. De achterkant van de iPhone is gemaakt uit metaal en zwart plastic

| Scherm                | Beelddiagonaal van 3,5" (8,9 cm), resolutie van 480 bij 320 pixels (163ppi). Scherm gebruikt een multitouch-touchscreentechnologie. |
| Grootte               | 115 × 61 × 11,6 mm |
| Gewicht               | 135 gram |
| Camera                | 2 megapixel, foto |
| Besturingssysteem     | Aangepaste versie van Mac OS X iPhone OS 1.0 (voorgeïnstalleerd) t/m iOS 3 (3.1.3)                                                  |
| Verbindingen          | Met de computer via een 30 pins-iPod-dockconnector, wifi, Bluetooth.                                                                |
| Netwerken             | GSM (850/900/1800/1900), Data GPRS/EDGE (tot 220 Kbps)                                                                              |
| Geheugen              | 128 MB |
| Opslag                | 4, 8 of 16 GB intern, niet uitbreidbaar                                                                                             |
| Batterij              | Ingebouwd. 8 uur bel-, 6 uur internet-, 7 uur videotijd, 24 uur voor enkel audio. In stand-by: 250 uur.                             |
| Levering              | 29 juni 2007 - 10 juli 2008 |
| Versie                | Werd geleverd tot en met Firmware 1.1.4 (Upgraden mogelijk tot Firmware 3.1.3)                                                      |
| Standaard             | iPhone OS 1.0 |
| Huidige ondersteuning | iPhone OS 3.1.3 (per 3 februari 2010 en tevens de laatste ondersteunende update voor de originele iPhone 2G)                        |